# Balch Springs, Texas
Balch Springs là một thành phố thuộc quận Dallas, tiểu bang Texas, Hoa Kỳ. Năm 2010, dân số của xã này là 23728 người.

## Dân số
- Dân số năm 2000: 19375 người.
- Dân số năm 2010: 23728 người.